# Зоопарк Гизы
Зоопарк Гизы (араб. حديقة حيوان الجيزة‎) — один из самых больших и старейших зоологических садов Египта. Расположен в городе Каир. Является единственной озеленённой территорий в городе. Зоопарк занимает примерную площадь в 100 акров. На его территории содержится множество вымирающих видов животных местной фауны. Имеются «Дом рептилий» и центр чучел животных. В парке сооружён подвесной мост, спроектированный Густавом Эйфелем. Множество редких видов животных, содержащиеся в зоопарке Гизы, успешно размножаются.